# Inna Shevchenko
Inna Stepanivna Shevchenko (Oekraïens: Інна Степанівна Шевченко) (Cherson, 23 juni 1990) is een feministisch activist en de leider van de internationale vrouwenbeweging FEMEN, die vaak topless protesteert tegen wat zij beschouwt als uitingen van het patriarchaat, vooral dictatuur, religie en de seksindustrie. Shevchenko is een van de bekendste leden van de groep. Ze was de leider van de drie FEMEN-activisten die werden ontvoerd en bedreigd door de Wit-Russische KGB in 2011. Ze werd internationaal bekend toen ze in augustus 2012 met een kettingzaag een 4 meter hoog christelijk kruis in Kiev omzaagde uit protest tegen de arrestatie van de Russische punkrockband Pussy Riot vanwege "godslastering".
In 2013 verkreeg Shevchenko asiel in Frankrijk en zette haar activisme voort als leider van FEMEN France vanaf een trainingbasis die ze heeft opgezet in Parijs.
In juli 2013 ontwierp Olivier Ciappa samen met David Kawena een nieuwe Franse postzegel die Marianne verbeeldde; Ciappa meldde op Twitter dat Shevchenko hiervoor de belangrijkste inspiratiebron was.

## Vroege leven
Inna Shevchenko werd op 23 juni 1990 geboren in Cherson in de buurt van de Zwarte Zee. Inna heeft een jeugd gehad 'net zoals die van alle meisjes. Ik ben opgevoed als een typisch Oekraïens, Slavisch meisje en ben aangeleerd om niet te schreeuwen of in discussie te gaan'. Ze was een 'patsanka' (wilde meid) en kon het vooral goed vinden met haar vader, een legerofficier. Ze heeft ook een oudere zus. De Oranjerevolutie van 2004 opende haar ogen voor de politiek en ze zei dat in televisieprogramma's, met politici tegenover journalisten, de laatsten 'intelligenter overkwamen, dus ik wilde ook een journalist worden'. Ze ging journalistiek studeren aan de Taras Shevchenko Nationale Universiteit van Kiev van 2008 tot 2012, waar ze cum laude afstudeerde. Haar extracurriculaire activiteit als voorzitter van de studentenraad bezorgde haar een politiek netwerk, waarmee ze in 2009 een baan kon krijgen bij de persdienst van de burgemeester van Kiev. Shevchenko's moedertaal is Russisch, en ze spreekt ook vloeiend Oekraïens en Engels.

## Activisme & FEMEN

### Vroege jaren in Oekraïne

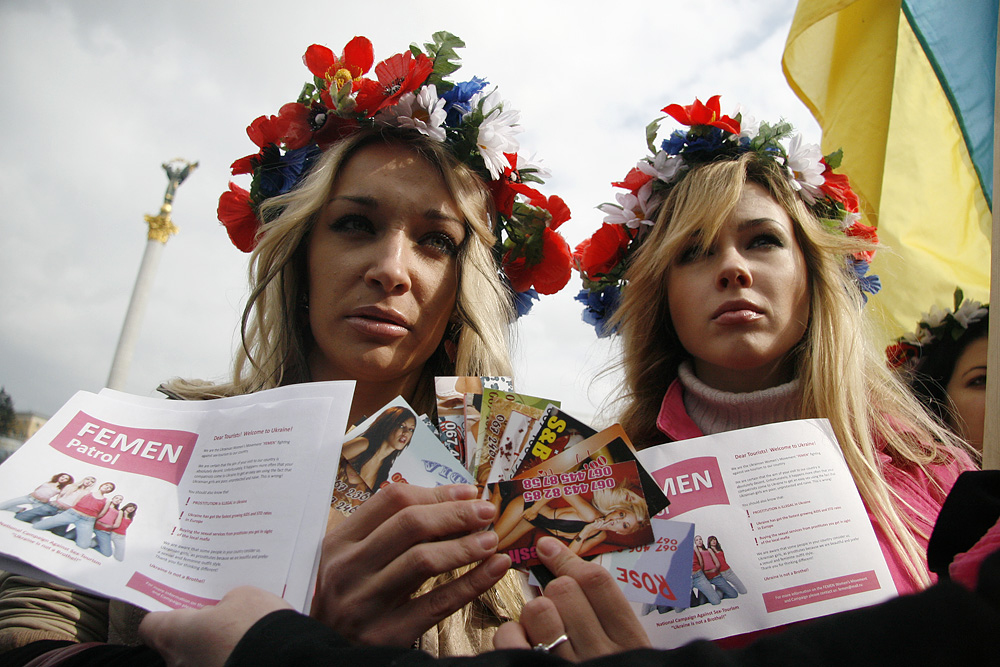
17 april 2010. Inna (links) en Alexandra Shevchenko bereiden zich voor op de campagne in Kiev.

Shevchenko kwam begin 2009 in contact met de twee vooraanstaande FEMEN-activisten Anna Hutsol en Alexandra Shevchenko (geen familie) via de sociale netwerksite vKontakte en sloot zich daarop bij FEMEN aan. Anna Hutsol had FEMEN op 10 april 2008 in Kiev opgericht, samen met twee vriendinnen, Alexandra Shevchenko en Oksana Shachko, uit haar geboortestad Chmelnytsky. Aanvankelijk protesteerden ze over zaken die vrouwelijke studenten aangingen, maar al gauw zouden ze gaan demonstreren tegen de seksuele uitbuiting van Oekraïense vrouwen. Inna Shevchenko demonstreerde voor het eerst met FEMEN op 23 mei 2009 in Kiev. Het was een protest tegen prostitutie onder de  slogan "Ukraine is not a Brothel" ("Oekraïne is geen bordeel"), in samenwerking met DJ Hell. Eind augustus 2009 liet Oksana Shachko als eerste groepslid haar naakte borsten zien tijdens een protest. Dit zou echter pas in 2010 de gebruikelijke tactiek worden in FEMEN-demonstraties, hetgeen gerechtvaardigd werd met het argument dat zonder media-aandacht die topless protesten opleveren hun boodschap niet gehoord zou worden. In discussies binnen FEMEN over de ethiek van topless protest was Inna Shevchenko aanvankelijk tegen de tactiek, maar werd later overtuigd van de geldigheid. Ze werd in december 2010 ontslagen bij de persdienst van de Kievse burgemeester, nadat ze werd gearresteerd bij een protest tegen het feit dat er geen vrouwelijke ministers waren opgenomen in het nieuwe kabinet van premier Mykola Azarov, een besluit waar ze woedend over was.

### Christelijke kruizen omzagen voor Pussy Riot

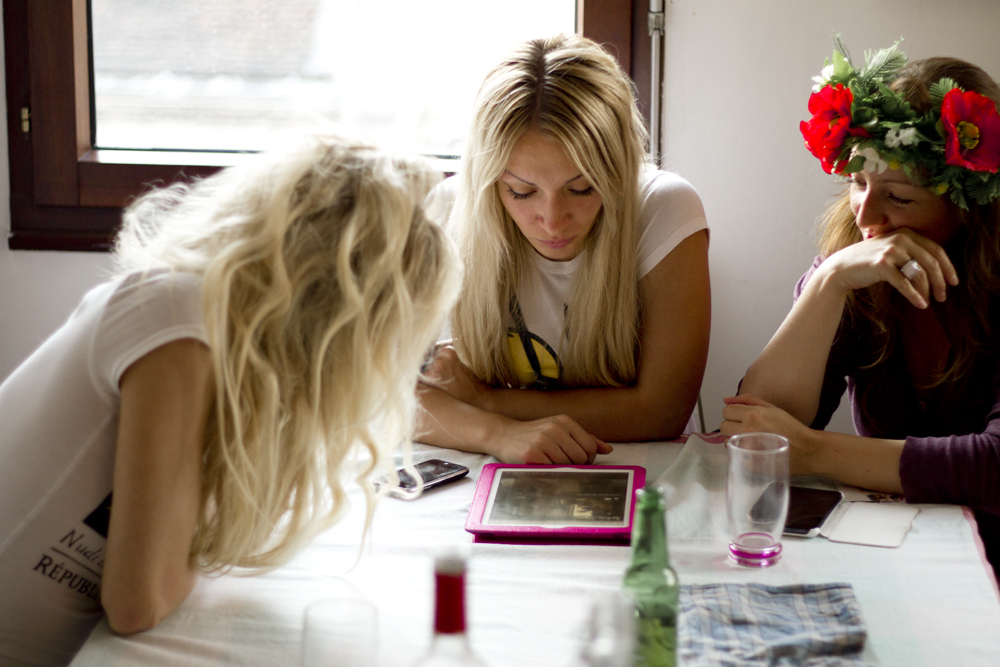
23 juli 2012. Shevchenko (midden) plant de volgende actie in Parijs.

Shevchenko verwierf internationale beroemdheid en beruchtheid toen ze in augustus 2012 met een kettingzaag een 4 meter hoog christelijk kruis in Kiev omzaagde uit protest tegen de arrestatie van de Russische punkrockband Pussy Riot vanwege "godslastering". Op 8 september 2012 zaagde Shevchenko enkele zelfgemaakte houten kruizen om op het kunstfestival GOGBOT in de Nederlandse stad Enschede, opnieuw uit protest tegen de arrestatie van Pussy Riot. De actie werd gemeld in meer dan 900 verschillende kranten in allerlei landen.

### Asiel in Frankrijk
Op 18 september 2012 zette Shevchenko een trainingskamp op voor FEMEN France in Parijs. Toen Shevchenko op 26 oktober 2012 een live interview gaf aan de Arabische televisiezender Al Jazeera, werd haar gevraagd: "Wat is beter voor vrouwen, naaktheid of de paranja?" Ze reageerde door haar T-shirt uit te trekken uit protest tegen "middeleeuwse vooroordelen". De live-beelden werden meteen onderbroken; de redactie had op de actie geanticipeerd. In juli 2013 verkreeg Shevchenko asiel in Frankrijk.
Hoewel Shevchenko topless protest tegenwoordig bijna als werkuniform beschouwt, moet ze nog steeds voorafgaand aan elke demonstratie haar schroom om haar borsten te ontbloten overwinnen.
In december 2012 schaarde het Franse tijdschrift Madame Figaro Shevchenko onder de top 20 van meest iconische vrouwen ter wereld van het jaar.
In juli 2013 ontwierp Olivier Ciappa samen met David Kawena een nieuwe Franse postzegel die Marianne verbeeldde; Ciappa meldde op Twitter dat Shevchenko hiervoor de belangrijkste inspiratiebron was. Het portret was een 'mix van een aantal vrouwen, maar vooral Inna Shevchenko'. Daarop twitterde Inna: 'Femen staat op Franse postzegel. Nu moeten alle homofoben, extremisten, fascisten mijn kont likken als ze een brief willen sturen'.

### Toespraken
Shevchenko is een spreker op conferenties en een columnist bij de international pers. Ze was een spreker in het debat over vrijheid van meningsuiting in Kopenhagen op 14 februari 2015 met cartoonist Lars Vilks. Net op het moment dat ze sprak over de illusie dat mensen in West-Europa volkomen vrijheid van meningsuiting hebben, pleegde een terrorist een aanslag door te schieten op het cultureel centrum waar de debatten plaatsvonden. Hierbij vielen een dode en drie gewonden. Shevchenko was ongedeerd en zei later: "Vrijzinnige stemmen zouden luider moeten zijn dan Kalasjnikovs."
Shevchenko's presentatie bij TEDxKalamata in juli 2015 heette "I will not stop speaking out loud" ("Ik zal niet stoppen met me hardop te uiten").

### Geschriften
Inna Shevchenko schrijft artikelen in de internationale pers. Zo is ze bijvoorbeeld columnist bij International Business Times. Haar artikelen zijn ook gepubliceerd in The Guardian, The Huffington Post en bij CNN. Samen met andere FEMEN-activisten schreef Shevchenko het FEMEN Manifeste en Rebellion.
In 2017 publiceerde Inna Shevchenko Anatomie de l'oppression ("Anatomie van de onderdrukking") samen met Pauline Hillier bij Edition du Seuil. Het boek bestudeert de verantwoordelijkheid van religieuze instituten en dogma's voor de onderdrukking van vrouwen. "Iedere dag worden er nieuwe woorden en maatregelen vrouwen aangekondigd in het Vaticaan, Mekka, Jeruzalem en in synagogen, moskeeën en kerken over de hele wereld. Elke dag worden vrouwen geminacht, gekleineerd, bevuild, gewond of gedood. Iedere dag zijn er vrouwen onder ons die verborgen zijn voor het openbare leven, thuis opgesloten, hun onderwijs en toekomstperspectieven ontnomen, tot stilte gedwongen, vernederd, geslagen, verminkt, gezweept, gestenigd en verbrand. We kunnen niet meer zwijgen. De verantwoordelijkheid van de religies in de ellende van de wereld verplettert onze schermen en onze ogen, maar velen weigeren nog steeds om hun rol te zien in de ellende van vrouwen. Dit boek is geschreven omdat we willen dat zij niet meer geloven, maar in plaats daarvan gaan weten", zei de auteur.

## Bibliografie

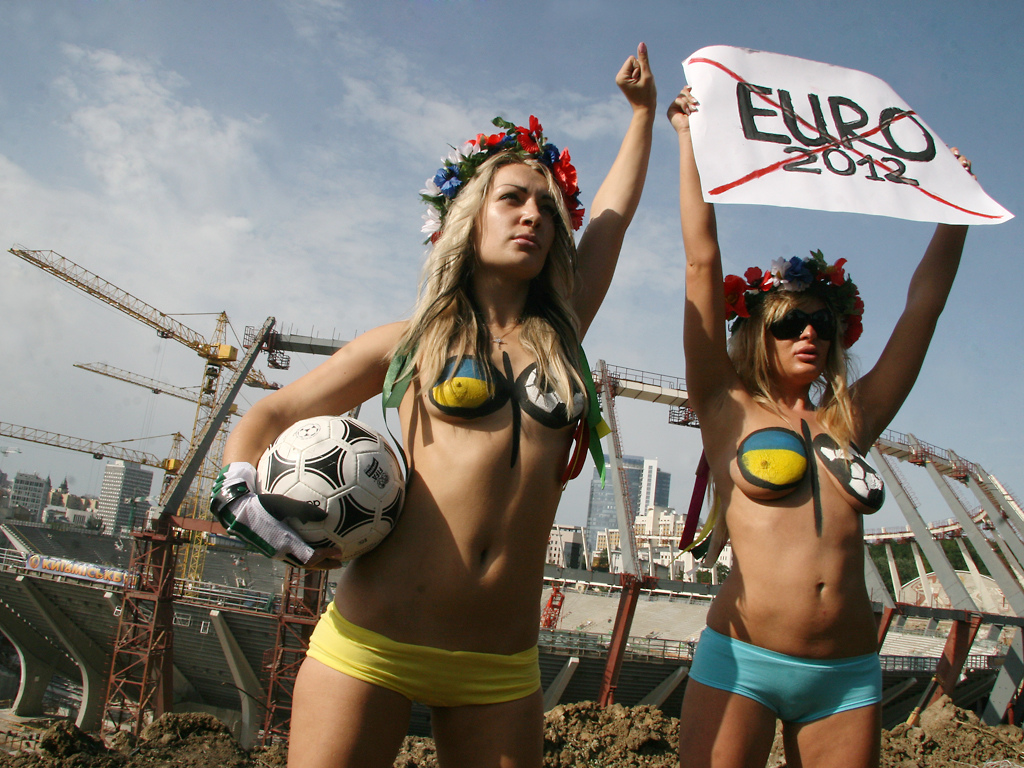
Inna Shevchenko (links) roept op tot een boycot van Euro 2012 (11 juli 2010).

## Filmografie
- "Nos seins, nos armes!" (Onze borsten, onze wapens!), documentaire (70 minuten), geschreven en geregisseerd door Caroline Fourest en Nadia El Fani, geproduceerd door Nilaya Productions, uitgezonden op France 2 op 5 maart 2013.[35]
- "Everyday Rebellion", documentaire (118 minuten), geschreven en geregisseerd door de gebroeders Riahi (Arash T. Riahi en Arman Riahi), Oostenrijk/Zwitserland/Duitsland, 2013, wereldpremière op het Copenhagen International Documentary Festival op 13 november 2013.
- Ukraine Is Not a Brothel